# Krouna
Krouna (Duits: Krauna) is een Tsjechische gemeente in de regio Pardubice, en maakt deel uit van het district Chrudim. Krouna telt 1446 inwoners (2023).

## Geschiedenis
- 1349 – De eerste schriftelijke vermelding van Krouna.[1]
- 1976 – De gemeente Otradov wordt geannexeerd door de gemeente Krouna.
- 1996 – Otradov scheidt zich af van de gemeente Krouna en wordt (opnieuw) een zelfstandige gemeente.[2]